# U.S. Men's Clay Court Championships 2018 - Qualificazioni singolare
Le qualificazioni del singolare dell'U.S. Men's Clay Court Championships 2018 sono state un torneo di tennis preliminare per accedere alla fase finale della manifestazione. I vincitori dell'ultimo turno sono entrati di diritto nel tabellone principale. In caso di ritiro di uno o più giocatori aventi diritto a questi sono subentrati i lucky loser, ossia i giocatori che hanno perso nell'ultimo turno ma che avevano una classifica più alta rispetto agli altri partecipanti che avevano comunque perso nel turno finale.

## Teste di serie
1. Cameron Norrie (primo turno)
2. Denis Kudla (qualificato)
3. Thomaz Bellucci (primo turno)
4. Michael Mmoh (primo turno)

1. Bradley Klahn (ultimo turno)
2. Dennis Novikov (ultimo turno)
3. Akira Santillan (ultimo turno)
4. Darian King (primo turno)

## Qualificati
1. Yoshihito Nishioka
2. Denis Kudla

1. Stefan Kozlov
2. Miomir Kecmanović

## Tabellone

### Legenda
| - Q = Qualificato - WC = Wild card - LL = Lucky loser | - ALT = Alternate - SE = Special Exempt - PR = Protected Ranking | - w/o = Walkover - r = Ritirato - d = Squalificato |

### Sezione 1
|  | Primo turno | Primo turno         | Primo turno        | Primo turno | Primo turno |  |  | Ultimo turno | Ultimo turno       | Ultimo turno       | Ultimo turno | Ultimo turno |  |
|  |             |                     |                    |             |             |  |  |              |                    |                    |              |              |  |
|  | 1           | Cameron Norrie      | Cameron Norrie     | 1           | 4           |  |  |              |                    |                    |              |              |  |
|  | WC          | Yoshihito Nishioka  | Yoshihito Nishioka | 6           | 6           |  |  | WC           | Yoshihito Nishioka | Yoshihito Nishioka | 6            | 6            |  |
|  | WC          | Christopher Eubanks | 67                 | 6           | 64          |  |  | 5            | Bradley Klahn      | Bradley Klahn      | 2            | 0            |  |
|  | 5           | Bradley Klahn       | 7                  | 4           | 7           |  |  |              |                    |                    |              |              |  |

### Sezione 2
|  | Primo turno | Primo turno      | Primo turno      | Primo turno | Primo turno |  |  | Ultimo turno | Ultimo turno     | Ultimo turno     | Ultimo turno | Ultimo turno |  |
|  |             |                  |                  |             |             |  |  |              |                  |                  |              |              |  |
|  | 2           | Denis Kudla      | Denis Kudla      | 6           | 6           |  |  |              |                  |                  |              |              |  |
|  |             | Reilly Opelka    | Reilly Opelka    | 4           | 3           |  |  | 2            | Denis Kudla      | Denis Kudla      | 6            | 7            |  |
|  |             | Mitchell Krueger | Mitchell Krueger | 7           | 6           |  |  |              | Mitchell Krueger | Mitchell Krueger | 3            | 5            |  |
|  | 8           | Darian King      | Darian King      | 5           | 3           |  |  |              |                  |                  |              |              |  |

### Sezione 3
|  | Primo turno | Primo turno     | Primo turno     | Primo turno | Primo turno |  |  | Ultimo turno | Ultimo turno    | Ultimo turno    | Ultimo turno | Ultimo turno |  |
|  |             |                 |                 |             |             |  |  |              |                 |                 |              |              |  |
|  | 3           | Thomaz Bellucci | 7               | 3           | 65          |  |  |              |                 |                 |              |              |  |
|  |             | Stefan Kozlov   | 63              | 6           | 7           |  |  |              | Stefan Kozlov   | Stefan Kozlov   | 6            | 6            |  |
|  | Alt         | Dominik Köpfer  | Dominik Köpfer  | 4           | 3           |  |  | 7            | Akira Santillan | Akira Santillan | 2            | 0            |  |
|  | 7           | Akira Santillan | Akira Santillan | 6           | 6           |  |  |              |                 |                 |              |              |  |

### Sezione 4
|  | Primo turno | Primo turno       | Primo turno       | Primo turno | Primo turno |  |  | Ultimo turno | Ultimo turno      | Ultimo turno | Ultimo turno | Ultimo turno |  |
|  |             |                   |                   |             |             |  |  |              |                   |              |              |              |  |
|  | 4           | Michael Mmoh      | Michael Mmoh      | 1           | 64          |  |  |              |                   |              |              |              |  |
|  |             | Miomir Kecmanović | Miomir Kecmanović | 6           | 7           |  |  |              | Miomir Kecmanović | 6            | 5            | 6            |  |
|  |             | Evan King         | 5                 | 7           | 4           |  |  | 6            | Dennis Novikov    | 4            | 7            | 3            |  |
|  | 6           | Dennis Novikov    | 7                 | 62          | 6           |  |  |              |                   |              |              |              |  |